# Негино (Архангельская область)
Негино — деревня в Приморском районе Архангельской области. Входит в состав Лисестровского сельского поселения (муниципальное образование «Лисестровское»).

## Географическое положение
Деревня расположена на левом берегу водотока Мечка, рукава реки Северная Двина, рядом с автомобильной трассой, соединяющей город Новодвинск и село Холмогоры. Ближайший населённый пункт Лисестровского сельского поселения — деревня Заозерье на северо-западе.

## Население
Численность населения деревни, по данным Всероссийской переписи населения 2010 года, составляла 3 человека. 
| Население                            | на 1 января 2010 года |
| ------------------------------------ | --------------------- |
| В возрасте до 16 лет                 | 0                     |
| Трудовые ресурсы (из них работающих) | 2 (2)                 |
| Пенсионеры                           | 3                     |
| Всего                                | 5                     |
| Прибыло / выбыло (за год)            | 0 / 0                 |
| Родилось / умерло (за год)           | 0 / 0                 |

## Инфраструктура
Жилищный фонд деревни составляет 0,8 тыс. м². Объекты социальной сферы и стационарного торгового обслуживания населения на территории населённого пункта отсутствуют. Работа магазина снт негино осуществляется в летний период.